# Цзян Чаолян
Цзян Чаолян (кит. 蔣超良, род. 1 августа 1957, Мило, Хунань) — китайский политический деятель и банкир.
Занимал должности председателя Собрания народных представителей провинции Хубэй (2017—2020), секретаря парткома КПК этой провинции (2016—2020), губернатора провинции Цзилинь (2014—2016), президента и председателя совета директоров трёх коммерческих банков национального значения (2004—2014).
Член Центрального комитета Компартии Китая 19-го созыва.

## Биография
Родился 1 августа 1957 года в городском округе Мило, провинция Хунань.
Получил диплом магистра экономики в Юго-Западном университете экономики и финансов (Чэнду). После окончания университета начал работу в должности главы шэньчжэньского подразделения Государственного валютного управления КНР, затем был переведён в Гуандун на аналогичную позицию. С июня 2000 года — помощник директора Народного банка Китая Дай Сянлуна.
В сентябре 2002 года назначен вице-губернатором провинции Хубэй. В июне 2004 года принят в Bank of Communications на пост председателя правления совета директоров. По оценке аналитиков являлся вместе с HSBC Holdings автором проекта реорганизации банка в коммерческий банк с двойным листингом (компания, размещающая собственные акции на двух разных фондовых биржах). В сентябре 2008 года занял должность президента — заместителя председателя совета директоров Китайского банка развития. С января 2012 года директор по стратегическому планированию и председатель совета директоров Agricultural Bank of China.
В сентябре 2014 года назначен исполняющим обязанности губернатора провинции Цзилинь, сменив Баянкола, ушедшего на повышение секретарём парткома этой провинции. 29 октября 2014 года утверждён губернатором на очередной сессии Постоянного комитета Собрания народных представителей Цзилини. В октябре 2016 года получил назначение на должность секретаря парткома КПК провинции Хубэй. 12 февраля 2020 года снят с поста регионального лидера за недостаточную работу по борьбе с пандемией COVID-19, в этой должности его сменил Ин Юн — один из ближайших соратников Си Цзиньпина и прежний мэр Шанхая.
5 марта 2020 года подал в отставку с поста председателя на 15-й сессии Собрания народных представителей провинции Хубэй 13-го созыва.
20 августа 2021 года назначен заместителем председателя Комитета по сельскому хозяйству и сельскохозяйственным делам Всекитайского собрания народных представителей 13-го созыва.